# 馮生虞
馮生虞（1551年—1610年），字德卿，四川重慶府大足縣人，民籍。

## 生平
五月二十四日生，行六，治《詩經》，由縣學生中式隆慶四年（1570年）庚午科四川鄉試第六十六名舉人，年二十七歲中式萬曆五年丁丑科會試第十三名，第三甲第一百四十九名進士。九年任广东香山县知县。官至吏部文选清吏司郎中。二十二年（1594年）八月因推举何选为刑部员外郎，万历帝怒，贬谪杂职调边方，不久又将他革职。天啓年间，赠太常寺少卿。

## 家族
曾祖馮仲魁；祖馮朝宗；父馮驄，歲貢生；母夏氏。具慶下，兄盛虞；名虞；紹虞；賡虞（貢士）；官虞，弟臣虞；登虞；開虞；啟虞；希虞；有虞。